# Coryphaenoides leptolepis
A Coryphaenoides leptolepis a sugarasúszójú halak (Actinopterygii) osztályának tőkehalalakúak (Gadiformes) rendjébe, ezen belül a hosszúfarkú halak (Macrouridae) családjába tartozó faj.

## Előfordulása
A Coryphaenoides leptolepis az Atlanti- és Csendes-óceánok északi részeinek a mélyén fordul elő. Az előbbi óceánban egészen Mauritániáig, valamint a Közép-Atlanti-hátság mentéig hatol le. Észak-Amerika kontinentális lejtőin is fellelhető. A Csendes-óceánban Alaszkától kezdve a kanadai Brit Columbián keresztül, egészen Kalifornia déli részéig található meg.

## Megjelenése

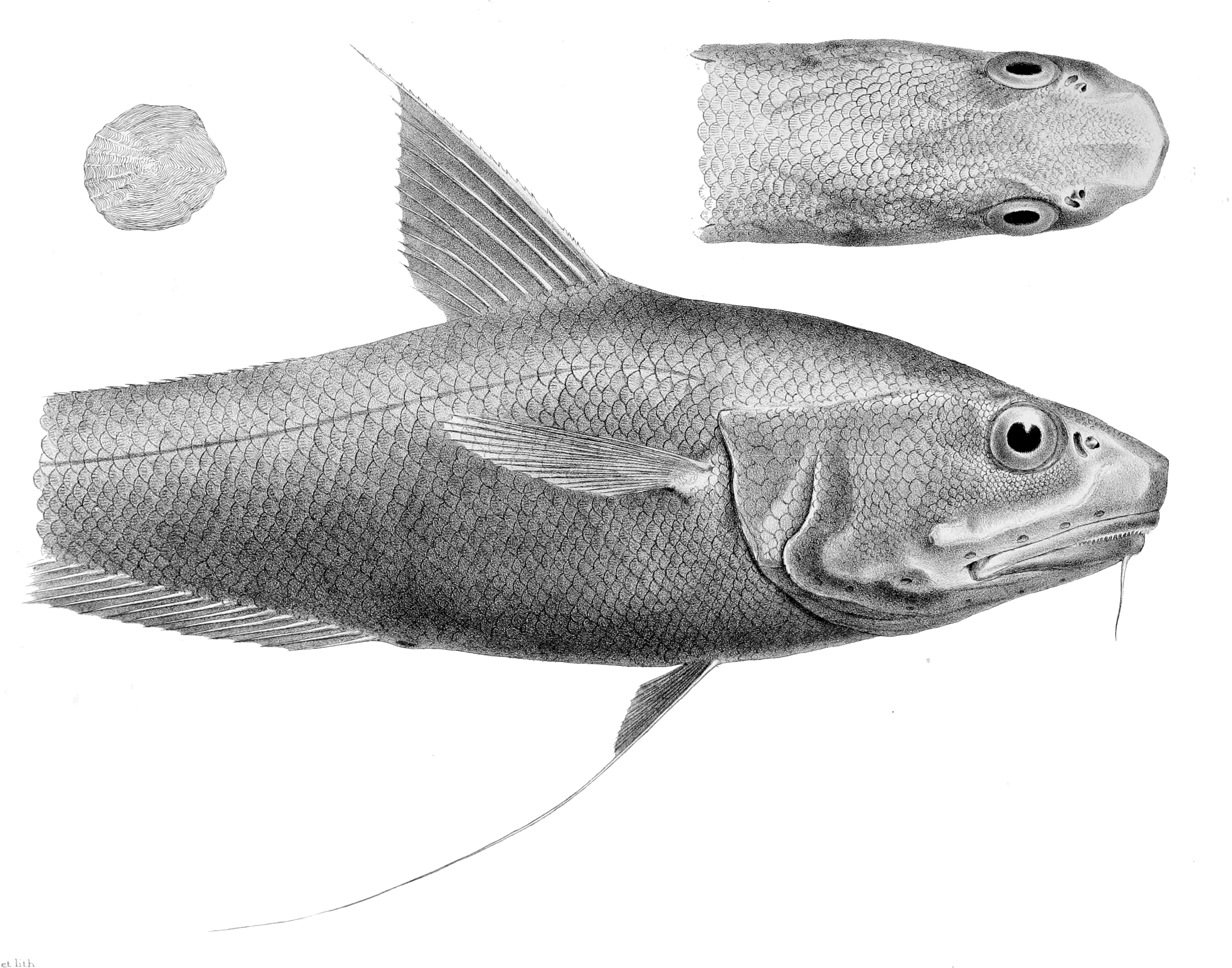
Régi rajz a halról és egyes testrészeiről

A legnagyobb kifogott példány 62 centiméteres volt. A hátúszóján 2 tüske van. A teste, szája és kopoltyúfedői sötétek.

## Életmódja
Mélytengeri halfaj, amely 610-4000 méteres mélységek között él, de általában 1900-3700 méter mélyen tartózkodik. A legfőbb természetes ellensége, a fura megjelenésű, mélytengeri koboldcápa (Mitsukurina owstoni).

## Szaporodása
A Coryphaenoides leptolepis ikrák által szaporodik. Az ikrák és az ivadékok a plankton részeivé válnak.